# Puya aequatorialis
Puya aequatorialis är en gräsväxtart som beskrevs av Éduard-François André. Puya aequatorialis ingår i släktet Puya och familjen Bromeliaceae. IUCN kategoriserar arten globalt som livskraftig.
Artens utbredningsområde är Ecuador. Inga underarter finns listade i Catalogue of Life.